# Ботаническая улица (Сестрорецк)
Ботани́ческая у́лица — улица в городе Сестрорецке Курортного района Санкт-Петербурга. Проходит от Пляжной улицы до Садовой улицы.
Название появилось в начале XX века. Связано с тем, что улица проходит вдоль Среднего парка.
Участок от Парковой улицы до улицы Григорьева является пешеходным и со стороны улицы Григорьева закрыт воротами.

## Перекрёстки
- Пляжная улица
- Парковая улица
- Улица Григорьева
- Садовая улица